# Contea di Jefferson (Montana)
La contea di Jefferson (in inglese Jefferson County) è una contea del Montana, negli Stati Uniti. Il suo capoluogo amministrativo è Boulder.

## Storia
La Contea di Jefferson fu creata nel 1865 ed era una delle originarie nove contee che costituivano lo Stato del Montana. Attraverso la contea scorre il fiume Jefferson, così nominato dai due esploratori Clark e Lewis in onore del Presidente Thomas Jefferson.
La contea ha anche il soprannome di "The Undiscovered In-Between" dovuto alla sua posizione centrale tra le città di Bozeman, Butte ed Helena.

## Geografia fisica
La contea ha un'area di 4 296 km² di cui lo 0,13% è coperto d'acqua. Confina con le seguenti contee:
- contea di Lewis and Clark - nord
- contea di Broadwater - est
- Contea di Gallatin - sud-est
- Contea di Madison - sud
- contea di Silver Bow - ovest
- contea di Deer Lodge - ovest
- contea di Powell - nord-ovest

### Evoluzione demografica

Situazione demografica

## Città principali
- Basin
- Boulder
- Cardwell
- Clancy
- Elkhorn
- Jefferson City
- Montana City
- Whitehall

## Strade principali
- Interstate 15
- Interstate 90
- Montana Highway 69

## Musei
- Jefferson Valley Museum [collegamento interrotto], su gallery.in-tch.com.